# Secamone jongkindii
Secamone jongkindii är en oleanderväxtart som beskrevs av J. Klackenberg. Secamone jongkindii ingår i släktet Secamone och familjen oleanderväxter. Inga underarter finns listade i Catalogue of Life.